# Tyler White
Brian Tyler White (né le 29 octobre 1990 à Mooresboro, Caroline du Nord, États-Unis) est un joueur de premier but des Astros de Houston de la Ligue majeure de baseball.

## Carrière
Joueur des Catamounts de l'université Western Carolina, Tyler White est réclamé par les Astros de Houston au 33e tour de sélection du repêchage amateur de 2013. 
Il fait ses débuts dans le baseball majeur le 5 avril 2016 avec les Astros de Houston. Entré dans la rencontre comme frappeur suppléant, il réussit contre le lanceur Chasen Shreve des Yankees de New York son premier coup sûr dans les majeures. Le 7 avril 2016, à son 3e match, White cogne contre Nathan Eovaldi, également des Yankees, son premier coup de circuit, et il connaît un match de 3 coups sûrs et 4 points produits.